# Groupe de NGC 788
Le groupe de NGC 788 comprend au moins cinq galaxies situées dans la constellation de la Baleine. La distance moyenne entre ce groupe et la Voie lactée est d'environ 53,3 Mpc (∼174 millions d'al). 

## Membres
Le tableau ci-dessous liste les cinq galaxies du groupe indiquées dans l'article de A.M. Garcia paru en 1993.  
| Nom     | Class.      | Type           | α (J2000.0)   | δ (J2000.0)  | Vitesse radiale (km/s) | m    | Distance (Mpc) | Dimension (kal) |
| ------- | ----------- | -------------- | ------------- | ------------ | ---------------------- | ---- | -------------- | --------------- |
| NGC 788 | SA(s)0/a?   | Lenticulaire   | 02h 01m 06.4s | -06° 48′ 56″ | 4078 ± 28              | 12,1 | 56,2 ± 4,0     | 105             |
| NGC 829 | SB(s)c pec? | Spirale barrée | 02h 08m 42.4s | -07° 47′ 26″ | 4056 ± 8               | 13,5 | 56,3 ± 4,0     | 65              |
| NGC 830 | SB0^-?      | Lenticulaire   | 02h 08m 58.4s | -07° 46′ 01″ | 3860 ± 19              | 13,3 | 53,1 ± 3,7     | 61              |
| NGC 842 | SAB0(r)?    | Lenticulaire   | 02h 09m 50.8s | -07° 45′ 45″ | 3857 ± 31              | 12,7 | 52,6 ± 3,7     | 75              |
| IC 183  | S0?         | Lenticulaire   | 01h 59m 34.0s | -05° 20′ 50″ | 3801 ± 50              | 13,9 | 51,0 ± 3,6     | 67              |

Le site DeepskyLog permet de trouver aisément les constellations des galaxies mentionnées dans ce tableau ou si elles ne s'y trouvent pas, l'outil du site constellation permet de le faire à l'aide des coordonnées de la galaxie. Sauf indication contraire, les données proviennent du site NASA/IPAC. 